# Тячев

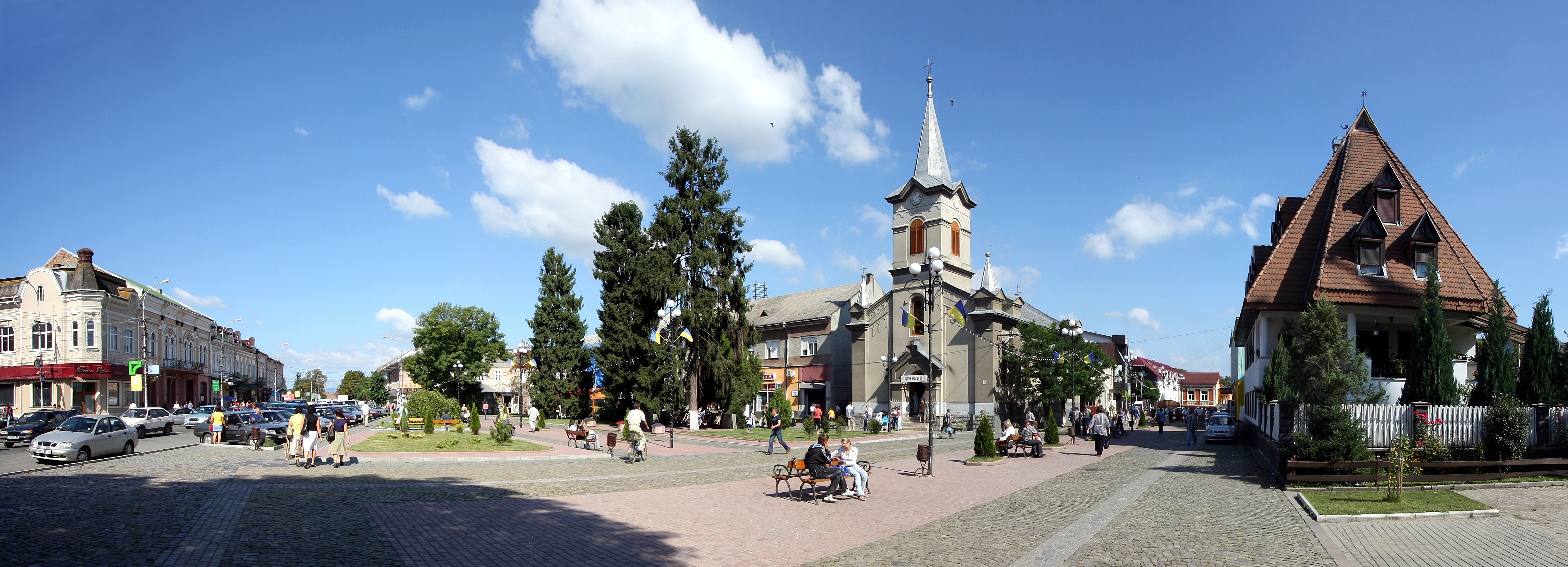
В центре города

Тя́чев (укр. Тячів) — город в Закарпатской области Украины. Административный центр Тячевского района и Тячевской общины.

## Географическое положение
Расположен в Мармарошской котловине на правом берегу Тисы.
Здесь находится таможенный пост «Тячев».

## История
В документах впервые упоминается в XIV веке.
В 1329 венгерский король Карл Роберт своей грамотой предоставил городу (вместе с Хустом, Вышковым, Довгим Полем и Сигетом) титул королевского с соответствующими привилегиями.
Жители Тячева участвовали в восстании Дожи Дьердя 1514 года, движении Ференца Ракоци в 1703—1711 гг., революции 1848—1849 гг..
После распада Австро-Венгрии в конце 1918 года селение осталось на территории Венгрии. 10 апреля 1919 года здесь был избран директориум и провозглашена власть Венгерской Советской Республики, но во второй половине апреля 1919 года селение было оккупировано румынскими войсками, в сентябре 1919 года их сменили чехословацкие войска и селение было включено в состав Чехословакии.
После Мюнхенского соглашения 1938 года обстановка в Чехословакии осложнилась, 14 марта 1939 года была провозглашена независимость Словакии, и в этот же день венгерские войска перешли в наступление в Закарпатье. 15 марта 1939 года венгерские войска заняли Тячев и он оказался в составе Венгрии.
23 октября 1944 года Тячев заняли части 17-го гвардейского стрелкового корпуса РККА, в ноябре 1944 здесь был избран Народный комитет, и в 1945 году в составе Закарпатья он вошёл в состав СССР.
5 сентября 1946 года здесь началось издание районной газеты.
В 1956 году в посёлке городского типа Тячев действовали плодоконсервный завод, мебельное производство, мельница, три средние школы, Дом культуры, Дом пионеров, три библиотеки, кинотеатр, садоводческий совхоз и районная МТС.
В 1961 году Тячев получил статус города районного подчинения.
В 1984 году здесь действовали завод металлических изделий, консервный завод, фабрика художественных изделий, комбинат хлебопродуктов, хлебный комбинат, кирпичный завод, райсельхозхимия, комбинат бытового обслуживания, больница, поликлиника, ПТУ, общеобразовательная школа, музыкальная школа, спортивная школа, Дом культуры, три библиотеки и кинотеатр.
В январе 1989 года численность населения составляла 11 107 человек, основой экономики в это время являлись предприятия пищевой промышленности, фабрика художественных изделий и завод металлоизделий.
В мае 1995 года Кабинет министров Украины утвердил решение о приватизации находившихся в городе завода «Зенит», АТП-12141, консервного завода, райсельхозтехники и райсельхозхимии, в июле 1995 года было утверждено решение о приватизации МПМК № 1.
В мае 2007 года хозяйственный суд Закарпатской области возбудил дело о банкротстве завода «Зенит».

## Население
По данным переписи 2001 года, украинцы составляли 71,33 % населения Тячева, венгры — 24,23 %, русские — 2,74 %.
По состоянию на 1 января 2013 года численность населения составляла 9172 человек.

### Языковой состав
Родной язык населения по данным переписи 2001 года:
| Язык       | Численность, чел. | Доля     |
| ---------- | ----------------- | -------- |
| Украинский | 6 996             | 73,50 %  |
| Венгерский | 2 153             | 22,62 %  |
| Русский    | 264               | 2,77 %   |
| Другое     | 106               | 1,11 %   |
| Итого      | 9 519             | 100,00 % |

Украинский язык является основным и единственным официальным языком города.
По данным Государственной службы статистики Украины в 2024/25 учебном году из 69 684 получающих общее среднее образование в городских образовательных учреждениях Закарпатской области 63 677 (91,38 %) получали образование на украинском, 5 507 (7,90 %) — на венгерском, 381 (0,55 %) — на румынском, 119 (0,17 %) — на словацком.

## Экономика
Сейчас в городе работают три фабрики с иностранными инвестициями. Есть фабрика по производству мебели (инвестор из США), фабрика по пошиву одежды (итальянский инвестор) и фабрика по изготовлению топливных брикетов (венгерский инвестор). На территории города также действуют ряд малых и средних предприятий и частных предпринимателей. В окрестностях Тячева развито садоводство, в том числе выращивание яблок и слив.

## Транспорт
- железнодорожная станция[4] Тячево[1] на линии Солотвино — Батево[5]

## Достопримечательности
В городе имеется Католическая церковь построенная в 1780 году, греко-католическая церковь, построенная в 1852 году, реформатский костёл, синагога (не действует), православный храм, церковь адвентистов седьмого дня, зал царства свидетелей Иеговы, церковь евангельских христиан-баптистов и ряд других.
До 1944 года при реформатском костеле хранилась богатая библиотека.
В центре города расположены примечательные здания — памятники архитектуры:
- Римо-католический костел св. Стефана (1780).
- Греко-католическая церковь Девы Марии (1852).
- Реформатский костёл

Происхождение слова «Тячев» точно неизвестно. Имеющиеся толкования связаны с источником легенды. Носители разных языковых культур видят близкие только им созвучия, и, поэтому, варианты не сходятся.

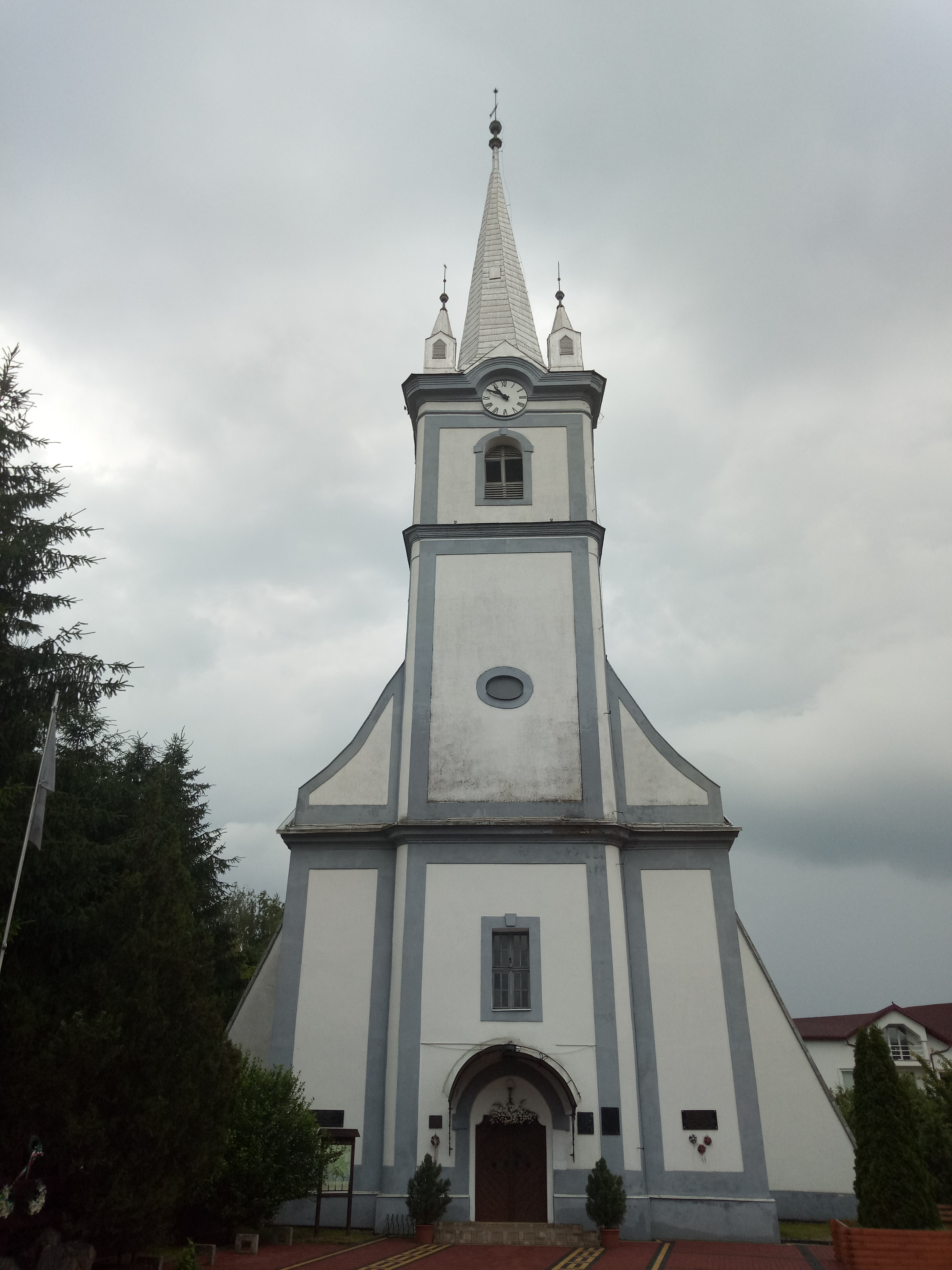
Реформатский костел
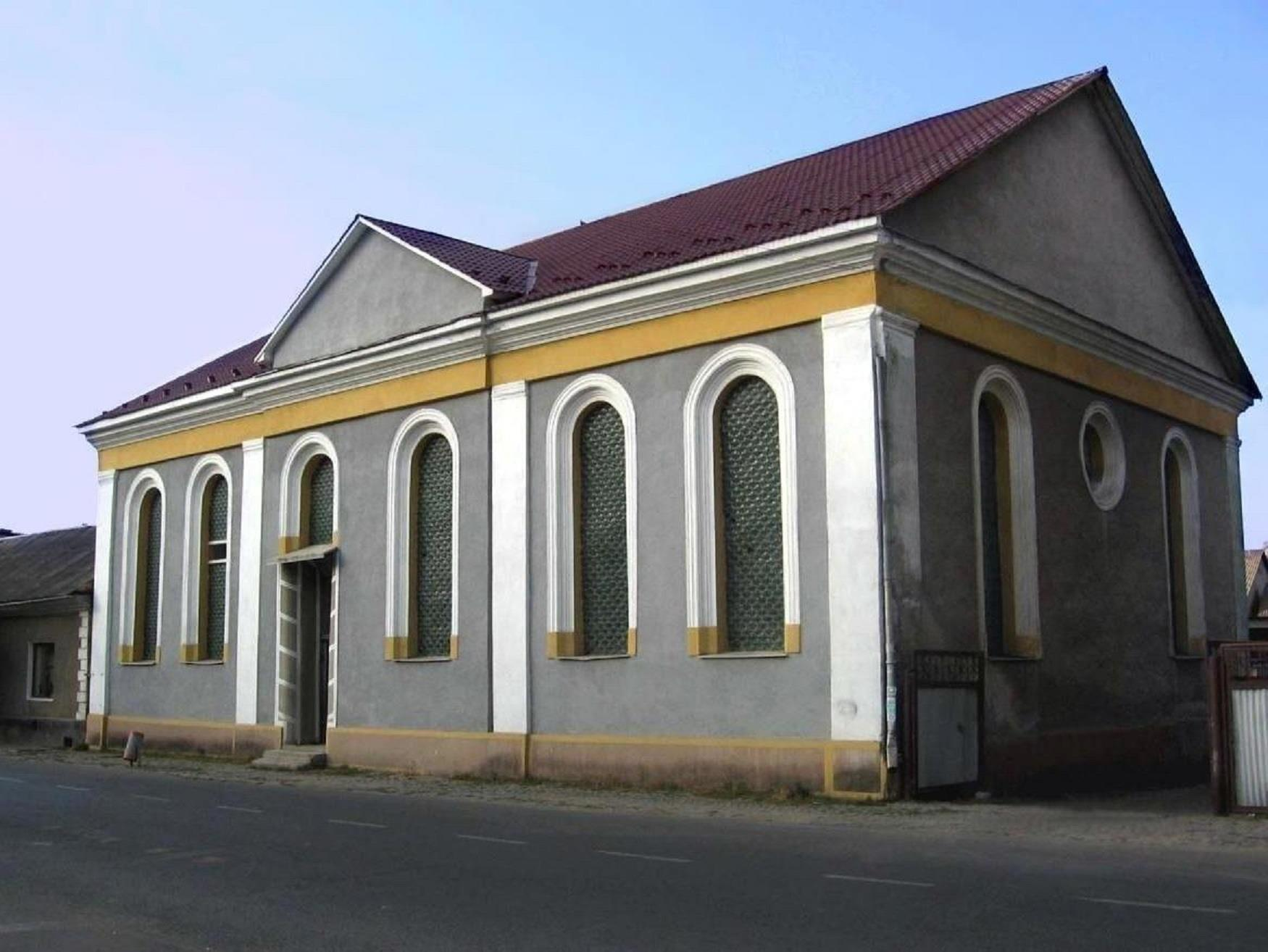
Бывшая синагога
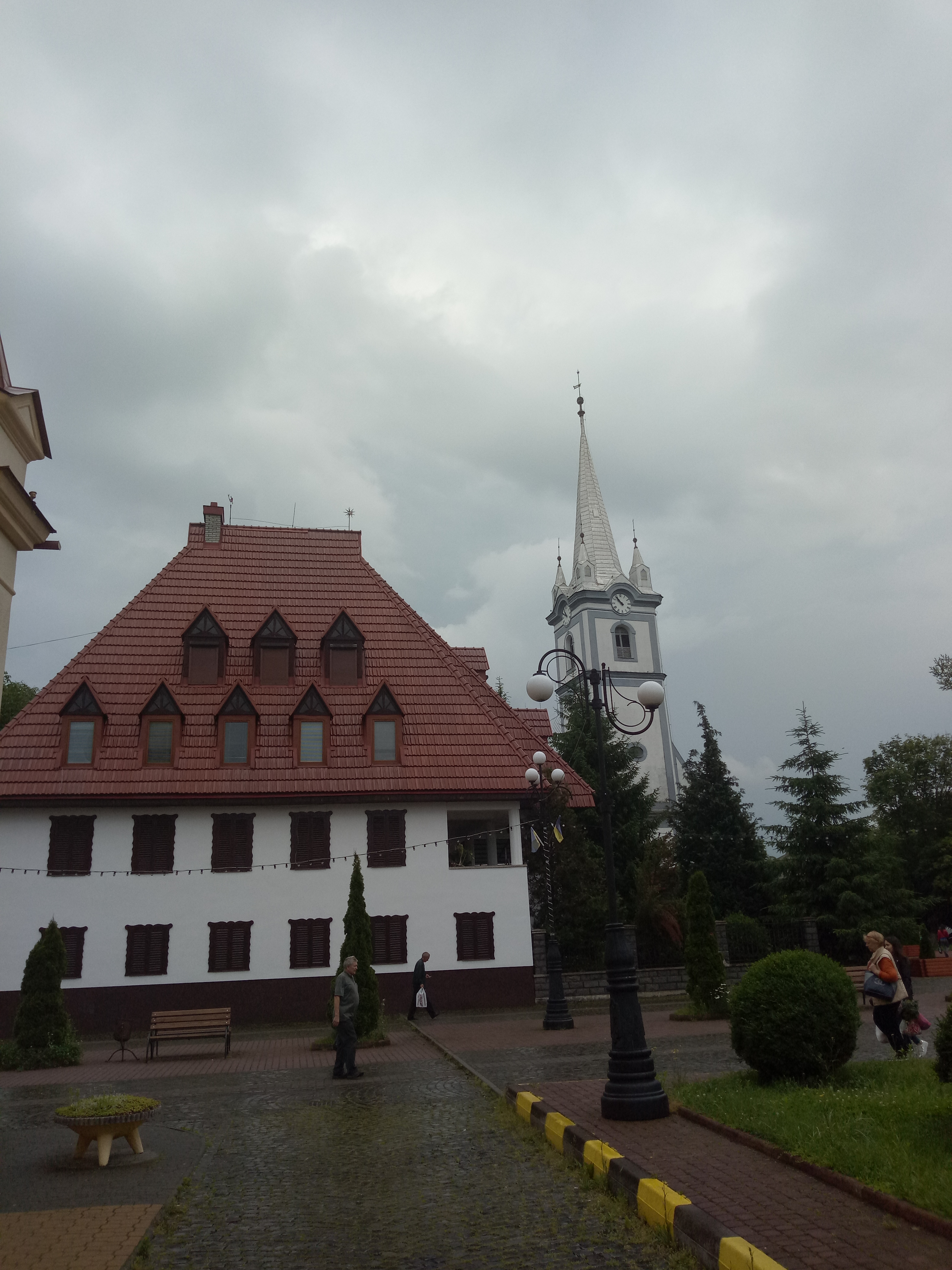
Фрагмент городской архитектуры
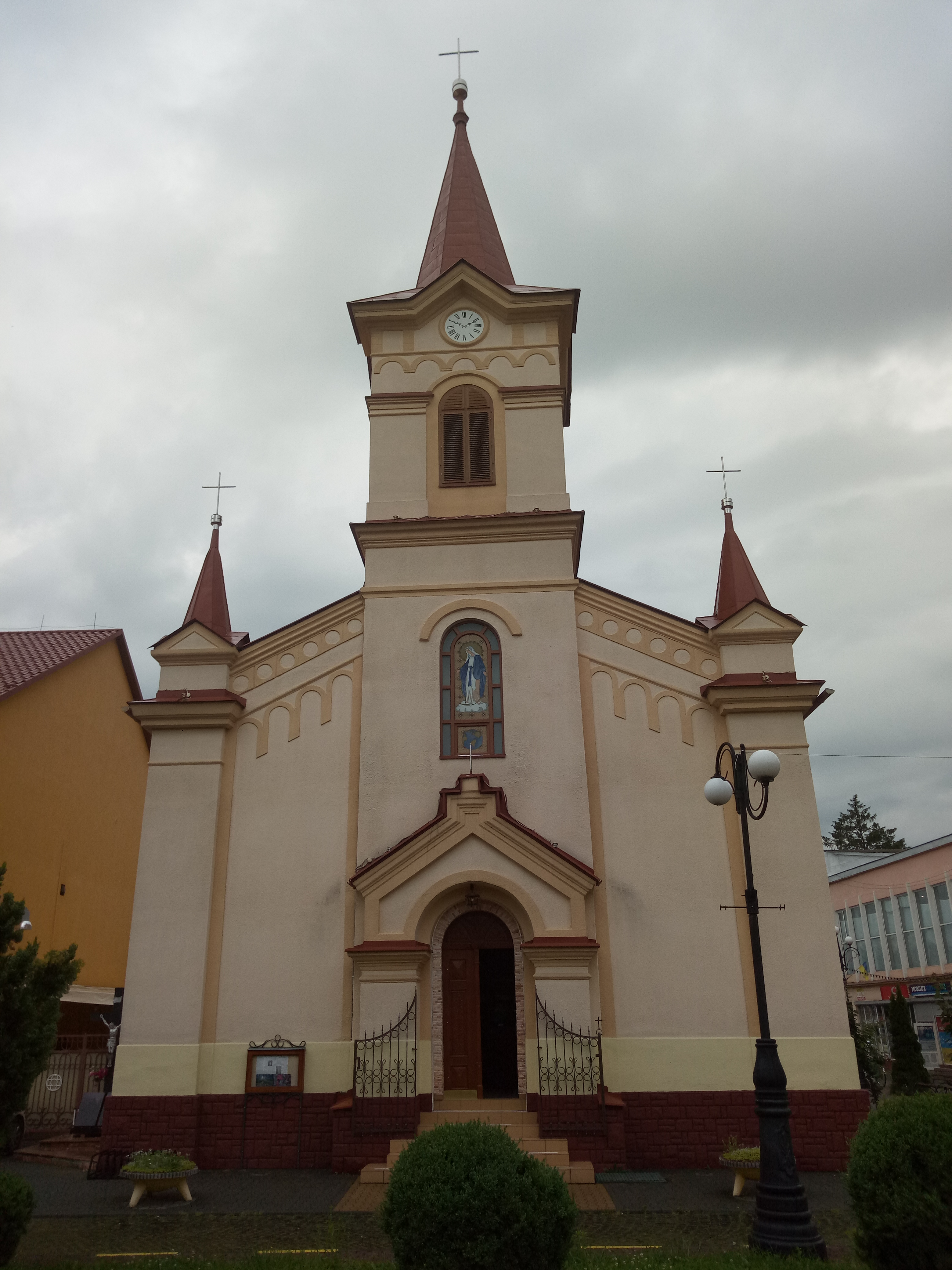
Городская церковь

## Памятники
- Герою Советского Союза Степану Вайде (скульптор М. Белень),
- украинскому поэту Т. Г. Шевченко,
- руководителю венгерской революции 1848-49 гг. Лайошу Кошуту,
- гражданам Б. Косенко и К. Шелю, погибшим при спасении людей во время наводнения в 1970 г.

## Города-побратимы
- Буча, Украина
- Вац, Венгрия
- Негрешти-Оаш, Румыния
- Бардеев, Словакия
- Казинцбарцика, Венгрия
- Ясберень, Венгрия
- Надькалло, Венгрия
- Хотеборж, Чехия